# EN2

## Chaves - Faro
A Estrada Nacional n.º 2, indicada na sinalização por N 2 ou EN 2, é uma estrada nacional portuguesa, que liga Chaves, no distrito de Vila Real, a Faro. Tem uma extensão total de 738,5 quilómetros e percorre os distritos de Vila Real, Viseu, Coimbra, Leiria, Castelo Branco, Santarém, Portalegre, Évora, Setúbal, Beja e Faro.
Atualmente, a N2 consiste de 5 troços separados entre si: Santa Marta de Penaguião–Peso da Régua (A24), Góis (N342)–Portela do Vento (N112), Sertã (IC8)–Abrantes (IP6), Ervidel (N18)–Aljustrel (N263) e Castro Verde–Faro.
A N2 foi criada pelo Plano Rodoviário Nacional de 1945 com o objetivo de ligar Chaves a Faro. Grande parte da N2 resultou da renumeração de estradas já existentes, mas alguns troços foram construídos nas décadas seguintes. Com um comprimento inicial de 739,260 km, a N2 era então a mais longa estrada do Estado, atravessando Portugal continental de norte a sul, "cortando" o país ao meio entre o este o oeste e cruzando 11 dos 18 distritos. No entanto, se em Trás-os-Montes e Alto Douro e no distrito de Viseu a N2 cruzava capitais de distrito (Vila Real e Viseu) e cidades de média dimensão (Chaves e Lamego), a sul dessas regiões (i.e. aproximadamente nos restantes 500 km), a estrada desenvolvia-se longe de qualquer cidade principal até perto do seu fim em Faro, entroncando com a N125. A N2 nunca teve um tráfego autónomo que justificasse a sua importância no Plano de 1945 e a longa Estrada Nacional acabou por se tornar numa coleção sequencial de troços regionais. O falhanço da N2 neste aspeto provou que a principal ligação entre as regiões do norte e do sul de Portugal deveria sempre cruzar a área metropolitana de Lisboa (como hoje acontece com o IP1 e o IC1). Os Planos Rodoviários Nacionais de 1985 e de 2000 modificaram profundamente a classificação da rede de estradas portuguesas. Com efeito, em Trás-os-Montes e Alto Douro e no distrito de Viseu, esses documentos criaram a estrada rápida IP3, que segue paralela à N2. No entanto, a sul destas duas regiões, praticamente nenhuma estrada principal segue o eixo da antiga N2. Com efeito, atualmente, quase todos os troços da N2 foram desclassificados para estradas regionais (R2) ou municipais (M2) e só cerca de 180 km foram mantidos como estrada nacional, num total de cinco troços.
No século XXI tem havido uma revitalização da antiga N2 para fins turísticos. Em 2003 o troço entre Almodôvar e São Brás de Alportel foi renovado e classificado como Estrada Património. Em 2016, foi criada a Associação de Municípios da Rota da Estrada Nacional 2, que engloba os 33 municípios que eram atravessados pela N2 no seu traçado original, e que tem como objetivo dinamizar o turismo ao longo deste itinerário. Devido à sua extensão, a N2 atravessa paisagens bastante variadas, no contexto de Portugal. Com efeito, esta estrada tem sido muitas vezes comparada (embora a uma escala muito menor) à Ruta 40 (Argentina) ou à Route 66 (E.U.A.).

## História

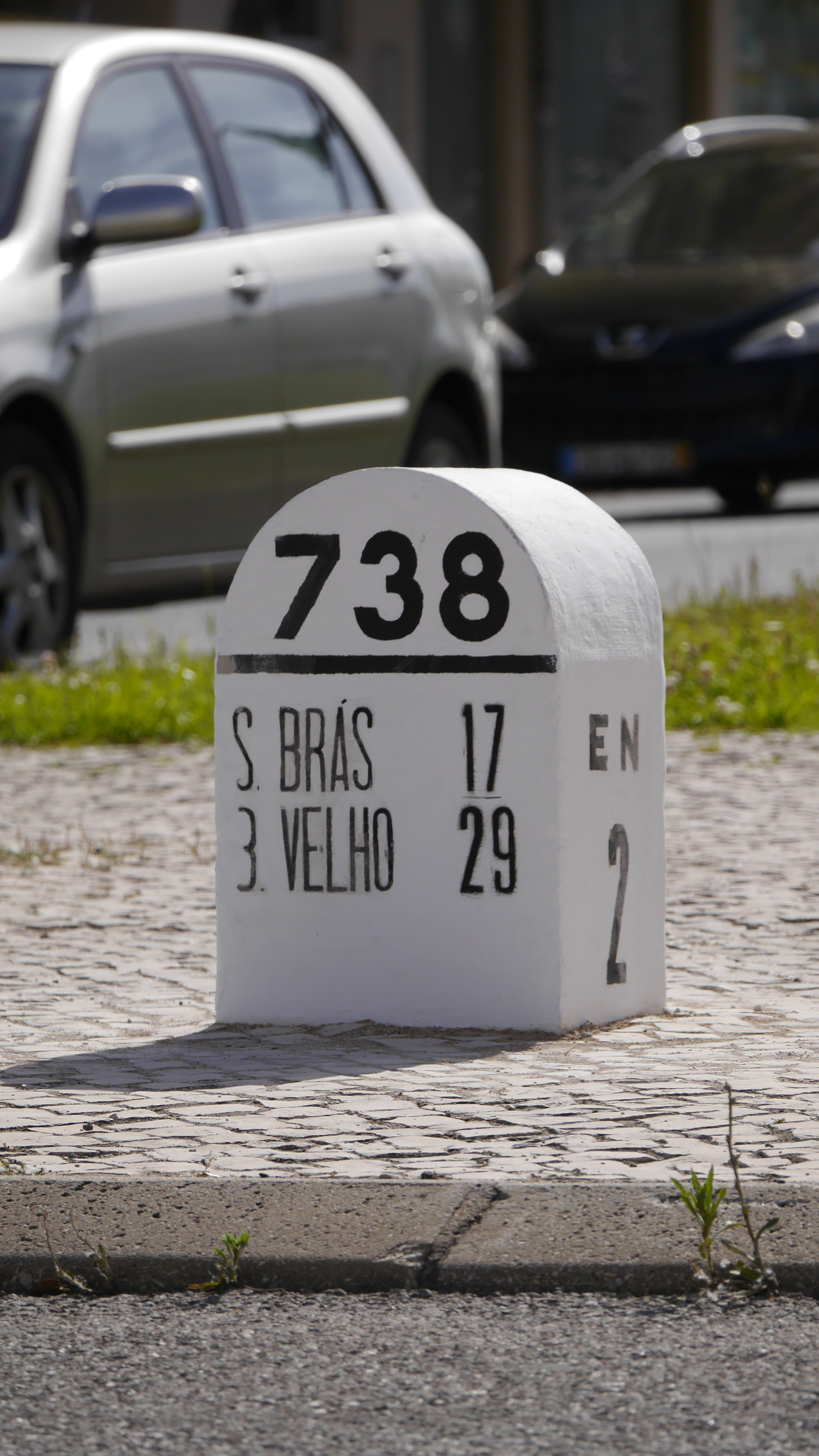
O último marco quilométrico da Estrada Nacional n.º 2 (reposto a 20 de Maio de 2016), assinalando o Km 738 à entrada de Faro. Informa ainda as distâncias de S.Brás (17 Km) e Barranco do Velho (29 Km).

O troço da EN 2 confunde-se com a própria história, sendo que muitos segmentos já eram as principais vias romanas que atravessavam a Lusitânia.
Com o passar do tempo, as principais vias foram sendo melhoradas e ligadas umas às outras e até ao final do séc. XIX, grande parte daquela que é hoje a EN2 já era Estrada Real.
Em 1884, o percurso de Faro a Castro Verde passa a designar-se Estrada Distrital nº 128.
Com a implantação da república a estrada chega a Beja e ganha o título de Estrada Nacional nº 17, passando a chamar-se mais tarde a Estrada Nacional nº 19 - 1ª.
Um dos grandes projectos do Estado Novo era a criação de uma estrada que ligasse o país de lés a lés pelo centro, e a partir de 1930 começaram a ser alcatroados os troços de pedra e de terra e construídas as ligações necessárias, até que em 1945 é classificada a Estrada Nacional nº 2 através do Plano Rodoviário Nacional de 1945, com o objetivo de ligar Chaves a Faro. Grande parte da N2 resultou da renumeração de estradas já existentes, mas alguns troços foram construídos nas décadas seguintes.
Aquando da sua criação, a estrada não estava completa, faltando construir o troço Alvares-Picha (concluída por volta de 1980), a travessia do rio Zêzere (completada em 1954 com a construção da barragem do Cabril) e a ligação Sertã--Vila de Rei (que viria a ser inaugurada em Maio de 1970).
Na Foz do Dão, Santa Comba Dão, a N2 atravessava o rio Mondego através da imponente Ponte Salazar (aberta em 1935) que estabelecia também os limites dos concelhos de Santa Comba Dão, Penacova e Mortágua, dividia os distritos de Coimbra e Viseu e separava a Beira Litoral da Beira Alta. Em inícios da década de 1980, essa ponte foi submersa pela Barragem da Aguieira (assim como a aldeia da Foz do Dão). O trajeto da N2 passou a efetuar-se por uma variante de 7 km entre as aldeias de Chamadouro e Oliveira do Mondego. Na década de 1990 esta variante foi aproveitada para o traçado da via rápida IP3.
Antes da aprovação do Plano Rodoviário Nacional de 1985, a N2 era a mais longa estrada do Estado em Portugal, com um comprimento de 738,5 km que atravessava 11 dos 18 distritos. No entanto, se em Trás-os-Montes e Alto Douro e no distrito de Viseu a N2 cruzava capitais de distrito (Vila Real e Viseu) e cidades de média dimensão (Chaves e Lamego), a sul dessas regiões (i.e. aproximadamente nos restantes 500 km), a estrada desenvolvia-se longe de qualquer cidade principal até perto do seu fim em Faro. Ao longo das décadas, a N2 nunca teve um tráfego autónomo que justificasse a sua importância no Plano de 1945 e a longa Estrada Nacional acabou por se tornar numa coleção sequencial de troços regionais. O falhanço da N2 neste aspeto provou que a principal ligação entre as regiões do norte e do sul de Portugal deveria sempre cruzar a área metropolitana de Lisboa (como hoje acontece com o IP1 e o IC1).
Em 1963, a aprovação do Decreto-Lei 44924 introduziu alterações na zona do Sardoal. A partir dessa data, a ligação São Domingos-Sardoal passou a chamar-se Nacional 358-3 e a ligação Sardoal-Abrantes passou a designar-se Nacional 244-3. A Nacional 2 ficou interrompida nessa zona, persistindo essa situação até 1995, ano em que foi aberta a nova variante Vila de Rei-Abrantes.
Em 1985 foi aprovado um novo Plano Rodoviário Nacional, que substituiu o de 1945 e modificou profundamente a classificação da rede de estradas portuguesas. Com efeito, em Trás-os-Montes e Alto Douro e no distrito de Viseu, esse documento defendia a construção da estrada rápida IP3, que seguiria paralela à N2. Com efeito, o Plano defendia que a N2 deveria ser desclassificada para estrada municipal (M2) nessas regiões, pois seria substituída pela via rápida IP3. A sul do distrito de Viseu, praticamente nenhuma das estradas principais incluídas no Plano de 1985 seguia o eixo da antiga N2. O Plano Rodoviário Nacional de 1985 defendia a desclassificação da N2 para estrada municipal exceto em seis troços: Góis–Portela do Vento, Sertã–Ponte de Sor, Odivelas–Ferreira do Alentejo, Ervidel–Aljustrel, Castro Verde–Almodôvar e São Brás de Alportel–Faro.
Em 1995 foi concluída uma variante de 24 km entre Vila de Rei e Abrantes (parte do troço Sertã–Ponte de Sôr).
Em 1998 foi aprovado o Plano Rodoviário Nacional de 2000, que substituiu o de 1985. Este Plano criou uma nova categoria de estradas, as Estradas Regionais. O Plano de 2000 acrescentou três troços à N2: Santa Marta de Penaguião–Régua (IP3), Viseu (IP3)–Viseu (IP5) e Montargil (IC13)–Mora. O Plano Rodoviário Nacional de 2000 encurtou o troço Sertã–Ponte de Sor (que passou a ligar apenas Sertã a Abrantes), manteve inalterados os troços Ervidel–Aljustrel, Castro Verde–Almodôvar e São Brás de Alportel–Faro e eliminou o lanço Odivelas–Ferreira do Alentejo. Em conclusão, de acordo com o Plano Rodoviário Nacional de 2000, a N2 consistia de 8 troços separados entre si. O troço Santa Marta de Penaguião–Régua era um sinuoso troço já construído da N2; ao ser classificado como estrada nacional, permitiu que a vila de sede de município de Santa Marta de Penaguião ficasse ligada por uma estrada do Estado ao IP3 e ao resto da rede rodoviária estatal. O troço Montargil–Mora também era um troço já construído da N2. Já o troço Viseu (IP3)–Viseu (IP5) da N2, proposto pelo Plano de 2000, seria uma estrada construída de raiz; este troço abriu em maio de 2001, em formato de via rápida com 2 faixas de rodagem e servia para ligar as vias rápidas com 1 faixa IP3 e IP5 ao longo do sul da cidade de Viseu. O Plano Rodoviário Nacional de 2000 defendia que deveriam ser classificados como estrada regional (R2) e não como estrada municipal os troços da antiga N2 Penacova–Góis, Portela do Vento–Pedrógão Grande (IC8), Mora–Ervidel (o qual incluía o antigo troço da N2 entre Odivelas e Ferreira do Alentejo), Aljustrel–Castro Verde e Almodôvar–São Brás de Alportel.
Em julho de 1999 o Plano Rodoviário Nacional de 2000 foi revisto. O troço Sertã (IC8)–Abrantes (IP6) da N2 foi retirado da rede de estradas nacionais e, logo, proposto para desclassificação. Por outro lado, o lanço Almodôvar–São Brás de Alportel voltou a fazer parte da N2; este lanço localizava-se entre os troços da N2 Castro Verde–Almodôvar e São Brás de Alportel–Faro, o que permitiu criar um troço contínuo de 95 km da N2 entre Castro Verde e Faro.
Em 2003, o troço entre Almodôvar e São Brás de Alportel (55 km) foi requalificado como Estrada Património. A intervenção incluiu a melhoria do pavimento, criação de áreas de repouso, restauro das casas de cantoneiros, abate de espécies invasores (acácias), poda de árvores e arbustos junto à estrada e reabilitação de miradouros e fontanários.
Em agosto de 2003 foi publicada uma segunda revisão do Plano Rodoviário Nacional de 2000. Neste contexto, o troço Sertã (IC8)–Abrantes (IP6) voltou a fazer parte da N2, enquanto que o lanço Montargil (IC13)–Mora foi desclassificado para estrada municipal.
Em 2006, o troço IP3–IP5 da N2 (aberto em 2001) foi integrado no traçado da A25. Em consequência, a N2 passou a ser constituída por cinco troços: Santa Marta de Penaguião–Peso da Régua (A24), Góis (N342)–Portela do Vento (N112), Sertã (IC8)–Abrantes (IP6), Ervidel (N18)–Aljustrel (N263) e Castro Verde–Faro.
Em Novembro de 2016 foi criada a Associação de Municípios da Rota da Estrada Nacional 2, um projecto turístico que une as cidades de Chaves a Faro, englobando 33 municípios, com o objetivo dinamizar o turismo ao longo do itinerário da antiga N2.
Em abril de 2019 estava a ser estudada a requalificação do troço final da N2 entre São Brás de Alportel e Faro, passando pelo nó com a Via do Infante. A requalificação inclui correção de curvas e adição de uma via para lentos em algumas subidas.

## Caracterização

### Santa Marta de Penaguião–Régua (A24)
Este lanço liga a vila de Santa Marta de Penaguião ao nó 11 da atual autoestrada A24 (antiga via rápida IP3). Este troço tem cerca de 6 km de extensão é uma estrada muito sinuosa, que atravessa a paisagem vinícola do vale do Corgo, que está inserida na Região Vinhateira do Alto Douro.

### Góis (N342)–Portela do Vento (N112)
Este lanço inicia-se próximo da vila de Góis (rotunda com a N342) e termina no lugar não habitado da Portela do Vento (entroncamento com a N112). Este troço tem cerca de 12 km de comprimento e faz parte da ligação por Estrada Nacional entre Coimbra e interior do seu distrito: com efeito, este troço da N2 começa na N342 (estrada proveniente de Condeixa-a-Nova, Miranda do Corvo e da Lousã) e termina na N112, que dá ligação a Pampilhosa da Serra e Oleiros. Este troço da N2 é muito sinuoso, pois atravessa a Serra da Lousã.

### Sertã (IC8)–Abrantes (A23)
Este troço liga o IC8, na Sertã, à A23 (antigo IP6), em Abrantes, passando por Vila de Rei e Sardoal. Tem cerca de 44 km de extensão. Embora atravesse uma região montanhosa, este troço permite velocidades relativamente elevadas e chega a ter uma terceira via nas subidas. Isto deve-se ao facto de uma grande parte deste troço ser constituída por variantes construídas nas décadas de 1990 e 2000.

### Ervidel (N18)–Aljustrel (N263)
Este lanço localiza-se no Alentejo e liga Ervidel (N18) a Aljustrel (N263). Tem cerca de 25 km de extensão e faz parte da ligação entre a cidade e capital de distrito Beja e a vila de Odemira.

### Castro Verde–Faro
Atualmente, é o mais longo troço da N2 e era o troço final da antiga estrada. Com uma extensão de cerca de 93 km, liga a vila alentejana de Castro Verde (IP2) a Faro (capital do Algarve), passando por Almodôvar, cruzando as serras que separam o Alentejo do Algarve e passando em São Brás de Alportel. Entre as vilas alentejanas de Castro Verde e Almodôvar a N2 tem um traçado retilíneo, mas depois de Almodôvar a N2 torna-se numa estrada muito sinuosa devido à travessia da Serra do Caldeirão.
Antes da construção da via rápida para o Algarve (IP1, atual IC1) na década de 1980, este troço da N2 era bastante movimentado, pois fazia parte da ligação entre Lisboa e o Algarve. Em 2003, o troço entre Almodôvar e São Brás de Alportel (55 km) foi requalificado como Estrada Património.

### Antigos troços

#### Viseu (IP3)–Viseu (IP5)(integrado na A25)
O Plano Rodoviário Nacional de 2000 incluía um sexto troço da N2, que era a ligação entre as vias rápidas IP3 e IP5, a sul da cidade de Viseu. Este lanço de 10 km abriu em maio de 2001 e era uma via rápida com 2+2 vias de rodagem. Em 2006, este troço foi integrado na A25.

#### Antiga N2(desclassificado para estrada regional ou municipal)
A Estrada Nacional n.º 2 conforme definida pelo Plano Rodoviário Nacional de 1945 atravessava Portugal continental de Norte a Sul e era a estrada de maior extensão do país, tendo o seu início em Chaves (Km 0) e terminando ao Km 738,5 em Faro, passando por onze distritos (Vila Real, Viseu, Coimbra, Leiria, Castelo Branco, Santarém, Portalegre, Évora, Setúbal, Beja e Faro), oito províncias (Trás-os-Montes e Alto Douro, Beira Alta, Beira Litoral, Beira Baixa, Ribatejo, Alto Alentejo, Baixo Alentejo e Algarve), 4 serras, 11 rios e 32 concelhos. Atualmente, na sequência da aprovação dos Planos Rodoviários Nacionais de 1985 e de 2000, diversos troços foram desclassificados, passando a ser estradas regionais (ER2), outros passando a estrada municipal (EM2)

## Percurso

### Chaves–Faro(inclui troços desclassificados)

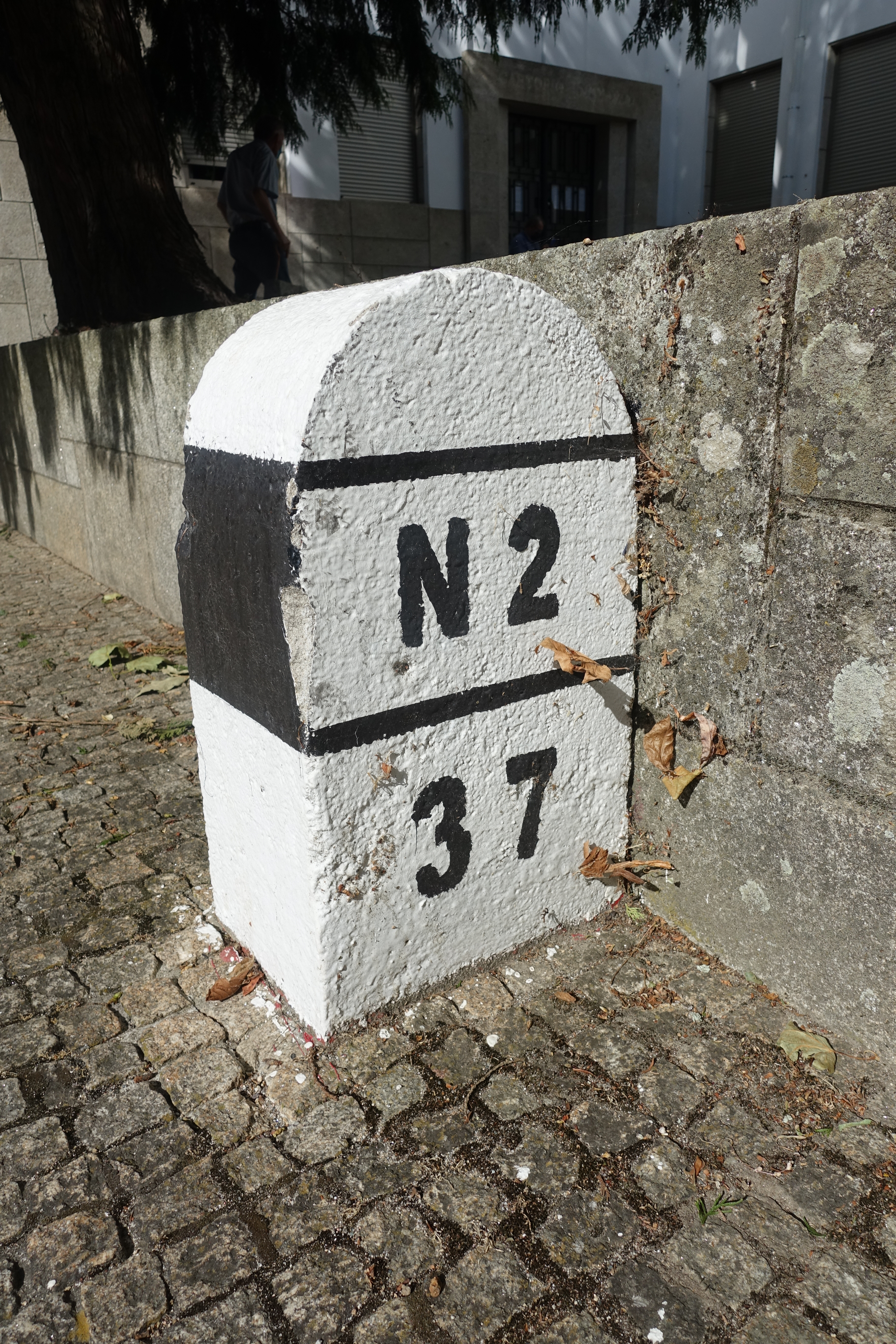
Marco quilométrico da Estrada Nacional n.º 2 assinalando o Km 37 em Vila Pouca de Aguiar.

| Nome da saída/Localidade intermédia | Município                | Estrada que liga              | Designação oficial |
| ----------------------------------- | ------------------------ | ----------------------------- | ------------------ |
| Chaves                              | Chaves                   | N 103 N 213                   | ER2                |
| Vila Nova de Veiga                  | Chaves                   |                               | ER2                |
| Vilela do Tâmega                    | Chaves                   |                               | ER2                |
| Vilarinho das Paranheiras           | Chaves                   |                               | ER2                |
| Vidago                              | Chaves                   | A 24 IP 3                     | ER2                |
| Oura                                | Chaves                   |                               | ER2                |
| Sabroso de Aguiar                   | Vila Pouca de Aguiar     | CM 1149                       | ER2                |
| Pedras Salgadas                     | Vila Pouca de Aguiar     | M 549                         | ER2                |
| Vila Pouca de Aguiar                | Vila Pouca de Aguiar     | N 206 N 212                   | ER2                |
| Vila Chã                            | Vila Pouca de Aguiar     |                               | ER2                |
| Vilarinho de Samardã                | Vila Real                |                               | ER2                |
| Benagouro                           | Vila Real                | A 24 M 1231                   | ER2                |
| Vila Real                           | Vila Real                | IP 4 N 15 N 313               | ER2                |
| Parada de Cunhos                    | Vila Real                | N 15 IP 4                     | ER2                |
| Cumieira                            | Santa Marta de Penaguião |                               | ER2                |
| Sever                               | Santa Marta de Penaguião | N 304                         | EN2                |
| Santa Marta de Penaguião            | Santa Marta de Penaguião | N 304-3                       | EN2                |
| Peso da Régua                       | Peso da Régua            | A 24 N 108 N 222              | EN2                |
| Sande                               | Lamego                   |                               | ER2                |
| Lamego                              | Lamego                   | N 226                         | ER2                |
| Penude                              | Lamego                   |                               | ER2                |
| Magueija                            | Lamego                   |                               | ER2                |
| Bigorne                             | Lamego                   | IP 3                          | ER2                |
| Mezio                               | Castro Daire             |                               | ER2                |
| Moura Morta                         | Castro Daire             | IP 3                          | ER2                |
| Castro Daire                        | Castro Daire             | N 225 N 228                   | ER2                |
| Ribolhos                            | Castro Daire             |                               | ER2                |
| Carvalhal                           | Castro Daire             | A 24                          | ER2                |
| Arcas                               | Castro Daire             | IP 3                          | ER2                |
| Póvoa de Calde                      | Viseu                    |                               | ER2                |
| Lordosa                             | Viseu                    |                               | ER2                |
| Campo                               | Viseu                    |                               | EN2                |
| IP 5 16                             | Viseu                    | IP 5                          | EN2                |
| Abraveses                           | Viseu                    |                               | EN2                |
| Viseu                               | Viseu                    | N 229 N 16                    | EN2                |
| Repeses                             | Viseu                    |                               | EN2                |
| Vila Chã de Sá                      | Viseu                    |                               | EN2                |
| Fail                                | Viseu                    | A 25                          | EN2                |
| São Miguel do Outeiro               | Tondela                  | IP 3 N 337                    | EN2                |
| Sabugosa                            | Tondela                  |                               | EM2                |
| Canas de Santa Maria                | Tondela                  |                               | EM2                |
| Tondela                             | Tondela                  | N 230                         | EM2                |
| Santa Comba Dão                     | Santa Comba Dão          | A 35 IP 3 N 234 N 234-6 M 629 | EM2                |
| Almaça                              | Mortágua                 |                               | EM2                |
| Oliveira do Mondego                 | Penacova                 |                               | EM2                |
| IC 6                                | Penacova                 | IC 6                          | EM2                |
| IP 3 13                             | Penacova                 | N 17-2                        | EM2                |
| IP 3 12                             | Penacova                 | IP 3                          | EM2                |
| Penacova                            | Penacova                 | N 110 N 235                   | ER2                |
| Entroncamento de Poiares            | Vila Nova de Poiares     | N 17                          | ER2                |
| Vila Nova de Poiares                | Vila Nova de Poiares     |                               | ER2                |
| Olho Marinho                        | Vila Nova de Poiares     |                               | ER2                |
| Vila Nova do Ceira                  | Góis                     | N 342-3                       | ER2                |
| Góis                                | Góis                     | N 342                         | EN2                |
| Esporão                             | Góis                     |                               | EN2                |
| Amieiros                            | Góis                     |                               | EN2                |
| N 112                               | Góis                     | N 112                         | EN2                |
| Chã de Alvares                      | Góis                     |                               | ER2                |
| Alvares                             | Góis                     |                               | ER2                |
| Amioso Fundeiro                     | Góis                     |                               | ER2                |
| Picha                               | Pedrógão Grande          |                               | ER2                |
| Venda da Gaita                      | Pedrógão Grande          | N 236                         | ER2                |
| Pedrógão Grande                     | Pedrógão Grande          | IC 8                          | ER2                |
| Pedrógão Pequeno                    | Sertã                    | IC 8                          | EM2                |
| Sertã                               | Sertã                    | IC 8 N 241 N 238              | EM2                |
| Junceira                            | Sertã                    | N 244                         | EN2                |
| Cumeada                             | Sertã                    | M 534-1                       | EN2                |
| Vila de Rei                         | Vila de Rei              | N 348                         | EN2                |
| Sardoal                             | Sardoal                  | N 358                         | EN2                |
| Alferrarede                         | Abrantes                 | A 23                          | EN2                |
| Abrantes Rossio ao Sul do Tejo      | Abrantes                 | N 3 N 118                     | EN2                |
| Bemposta                            | Abrantes                 |                               | EM2                |
| Ponte de Sor                        | Ponte de Sor             | N 119                         | EM2                |
| Tramaga                             | Ponte de Sor             |                               |                    |
| Aeródromo de Ponte de Sôr           | Ponte de Sor             |                               | EN2                |
| Montargil                           | Ponte de Sor             | N 243                         | EN2                |
| Barragem de Montargil               | Ponte de Sor             |                               | EN2                |
| —                                   | Avis                     |                               | EN2                |
| Mora                                | Mora                     | N 251                         | EN2                |
| —                                   | Coruche                  |                               | ER2                |
| Ciborro                             | Montemor-o-Novo          |                               | ER2                |
| Montemor-o-Novo                     | Montemor-o-Novo          | A 6 N 4 N 114 N 253           | ER2                |
| Santiago do Escoural                | Montemor-o-Novo          | M 370                         | ER2                |
| Alcáçovas                           | Viana do Alentejo        | N 257                         | ER2                |
| Torrão                              | Alcácer do Sal           | N 5-2                         | ER2                |
| Odivelas                            | Ferreira do Alentejo     |                               | ER2                |
| Ferreira do Alentejo                | Ferreira do Alentejo     | N 121 N 259                   | ER2                |
| Ervidel                             | Aljustrel                | N 18                          | ER2                |
| Aljustrel                           | Aljustrel                | N 261                         | EN2                |
| Castro Verde                        | Castro Verde             | N 123 IP 2                    | ER2                |
| Rosário                             | Almodôvar                |                               | EN2                |
| A-dos-Neves                         | Almodôvar                |                               | EN2                |
| Almodôvar                           | Almodôvar                | N 267                         | EN2                |
| Dogueno                             | Almodôvar                |                               | EN2                |
| Ameixial                            | Loulé                    |                               | EN2                |
| Barranco do Velho                   | Loulé                    | N 124                         | EN2                |
| São Brás de Alportel                | São Brás de Alportel     | N 270                         | EN2                |
| Machados                            | São Brás de Alportel     |                               | EN2                |
| A 22                                | Faro                     | A 22                          | EN2                |
| Faro                                | Faro                     | N 125                         | EN2                |

## Ramais da N2
O Plano Rodoviário Nacional de 1945, para além de criar a N2, criou também 5 ramais provenientes desta estrada (numerados de N2-1 a N2-5). Em 1957 foi criado um sexto ramal (N2-6), em 1963 foi criada a N2-7 e em 1965 foi criada a N2-8. Na sequência da entrada em vigor do Plano Rodoviário Nacional de 1985, todos estes ramais foram desclassificados para estradas municipais. O Plano Rodoviário Nacional de 2000 reclassificou a M2-6 para estrada regional (R2-6).
| Ramal | Designação                             | Pontos extremos e intermédios                         |
| ----- | -------------------------------------- | ----------------------------------------------------- |
| N 2-1 | Para a estação ferroviária de Sabugosa | N 2 - Estação de Sabugosa                             |
| N 2-2 | Para a estação de Santa Comba Dão      | N 2 - Estação de Santa Comba Dão                      |
| N 2-3 | Para a N17                             | N 2 - São Pedro de Alva - N17                         |
| N 2-4 | Para a N 3                             | N 2 - Abrantes - N 3                                  |
| N 2-5 | Para a estação ferroviária de Abrantes | N 2 - Estação de Abrantes                             |
| N 2-6 | Para Olhão                             | N 2 (Coiro da Burra) - Estoi - Areia - Pechão - Olhão |
| N 2-7 | Para Abrantes                          | N 2 - Abrantes                                        |
| N 2-8 | Para a Barragem do Roxo                | Ervidel (proximidades) - Barragem do Roxo             |

## Rota Estrada Nacional
A rota das estradas nacionais de Portugal é um movimento e uma lista de estradas recomendadas para viajar em 2 rodas, permitindo recolher e disfrutar de gastronomia, cultura e locais de significativo interesse.  
A   N 2  está classificada como Rota Estrada Nacional

## Recordes
| Data       | Nome         | Tempo |
| ---------- | ------------ | ----- |
| Junho 2021 | Miguel Lopes | 145h  |

| Data          | Nome                   | Tempo     |
| ------------- | ---------------------- | --------- |
| Setembro 2020 | Nuno Caeiro José Silva | 22H52M    |
| Agosto 2020   | Alexandre Cruz         | 21h41m33s |
|               |                        | 23h32m    |
| Julho 2019    |                        | 26h       |
| Novembro 2016 | David Maltez           | 27h       |
| Junho 2020    | Andre Cardoso          | 24h21m    |